# Mathias Obermüller
Mathias Obermüller (* 16. November 1787 in Freising; † 8. August 1855 in Landsberg am Lech) war ein bayerischer Jurist und Politiker.

## Leben
Obermüller wurde als 2.Sohn des Freisinger Steinmüllers Ulrich Mathias Obermiller (1762–1835) geboren. Nach dem Abitur 1806 am (heutigen) Wilhelmsgymnasium München studierte Obermüller von 1808 bis 1812 Rechtswissenschaften an der Universität Landshut. 1824 wurde er Assessor beim bayerischen Wechselgericht, 1828 Gerichtsrat in München. 1833 wechselte er an das Appellationsgericht Landshut und 1839 an das Oberappellationsgericht nach München. 1847 wurde Obermüller zum Appellationsgerichtsdirektor befördert und war zunächst in Passau tätig.
Vom 18. Mai 1848 bis zum 7. Mai 1849 vertrat Obermüller den 9. niederbayerischen Wahlkreis (Viechtach) in der Frankfurter Nationalversammlung. Dort zählte er zur konservativen Fraktion Café Milani.
1849 wechselte Obermüller nach Freising, 1852 wurde er Oberappellationsgerichtsdirektor in München.